# Niklas Marc Heinecke
Niklas Marc Heinecke (* 1987 in Malsch) ist ein deutscher Schauspieler und Fotograf.

## Leben
Niklas Marc Heinecke kommt aus Bad Zwischenahn. Mit der Schauspielerei erstmals während seiner Schulzeit in Berührung. Im Schultheater spielte er u. a. den Oberon in der Shakespeare-Komödie Ein Sommernachtstraum. Nach seinem Abitur arbeitete er in Hamburg als Fotograf und Fotoassistent.
Nach einigen Fotoproduktionen begann er Ende 2008 seine Schauspielausbildung an der Schule für Schauspiel Hamburg (SfSH), die er September/Oktober 2012 erfolgreich abschloss. Während seiner Ausbildung stand er u. a. als Michael in den Rollen E.J. Lofgreen und Gott in der Komödie Mein Freund Harvey (Regie: Michael Bandt) auf der Studiobühne der SfSH. 2012–2013 spielte er am Altonaer Theater die Titelrolle in einer Kalle Blomquist-Bühnenfassung. Im Sommer 2013 gastierte er mit zwei Rollen bei den Kreuzgangspielen Feuchtwangen. Er spielte dort den Schneider „Schlucker“ in Shakespeares Ein Sommernachtstraum und den Pumuckl in einer Bühnenfassung von Meister Eder und sein Pumuckl. Er spielte den Pumuckl in Feuchtwangen „als fröhlich-freches Kerlchen, trotzig schmollend mit vorgeschobenem Kinn und dem Herz am rechten Fleck“. Den Pumuckl spielte er im Dezember 2013 dann auch in 52 Vorstellungen en suite in einer Produktion am St. Pauli Theater. 2014 war er an den Hamburger Kammerspielen in dem Weihnachtsstück Als der Weihnachtsmann vom Himmel fiel (nach dem gleichnamigen Buch von Cornelia Funke) in den beiden Rollen Waldemar Wichteltod und Mike zu sehen. 2015 trat er in der Theaterpädagogischen Werkstatt Osnabrück im Rahmen eines theaterpädagogischen Präventionsprogramm gegen sexuelle Übergriffe unter Jugendlichen als Gast in dem Theaterstück Ein Tritt ins Glück, als Jugendlicher Ole auf.
Heinecke, der als Schauspieler eigentlich von Anfang an eher zum Film als zum Theater wollte, wirkte zunächst in einigen Kurzfilmen und Hochschulfilmen mit. In dem Kurzfilm Siegeshunger der HFF München, der beim Filmfestival Max Ophüls Preis nominiert war, und 2014 den Kurzfilmpreis der Friedrich-Wilhelm-Murnau-Stiftung, stand er zusammen mit Jan Hendrik Kiefer vor der Kamera. Er spielte darin den jungen Ruderer Max, der bis zur Erschöpfung in der Leichtgewichtsklasse für die Ruder-WM trainiert. Außerdem übernahm er die Hauptrolle im Musikvideo Mein Berg der deutschen Pop-Rock-Band Unheilig.
Im Oktober 2016 war Heinecke in der ZDF-Fernsehserie Notruf Hafenkante in einer Episodenrolle zu sehen. Er spielte Dennis Klemm, den Mitarbeiter eines Hamburger Fitness-Centers und Zeugen. Außerdem drehte er 2016 eine Episodenhauptrolle für die Kinder- und Jugendserie Die Pfefferkörner. 
Neben der Schauspielerei arbeitet Heinecke mittlerweile überwiegend als Fotograf und Pressefotograf, unter anderem für die Hamburgische Staatsoper und den Verlag Gruner & Jahr. 2020 gründete Heinecke eine Agentur für Nachhaltigkeitskommunikation. Er lebt in Hamburg.

## Filmografie (Auswahl)
- 2010: Anni (Kurzfilm, HfBK Hamburg)
- 2011: Long Ride (Kurzfilm)
- 2012: Dialog im Flimmern (Kurzfilm)
- 2014: Siegeshunger (Kurzfilm, HFF München)
- 2014: Voll schwul (Kurzfilm, Abschlussfilm, die medienakademie Hamburg)
- 2014: Uplift (Kurzfilm)
- 2014: Mein Berg (Musikvideo)
- 2016: Notruf Hafenkante (Fernsehserie; Folge: Die Sennerin vom Waseberg)
- 2016: Die Pfefferkörner (Fernsehserie; Folge: Abgedreht)